# Madarasanakoppa, Sagar
Madarasanakoppa là một làng thuộc tehsil Sagar, huyện Shimoga, bang Karnataka, Ấn Độ.